# Arie van Beek
Arie van Beek (Róterdam, 1951) es un director de orquesta y percusionista neerlandés. En la actualidad, es director musical de la Orchestre d'Auvergne y principal director invitado del Doelen Ensemble. 

## Biografía
Estudió percusión y dirección de orquesta en el Conservatorio de Róterdam con Edo de Waart y David Porcelijn, entre otros. Posteriormente trabajó como percusionista en diversas orquestas radiofónicas de los Países Bajos. 
Desde 1994, es director musical de la Orchestre d'Auvergne, con la cual ofrece alrededor de 60 conciertos por temporada en Francia y el extranjero. Paralelamente, dirige con regularidad en el marco del Conservatorio Superior de Música de Róterdam, la Rotterdam Young Philharmonic Orchestra, así como diversos conjuntos instrumentales. También es principal director invitado del Doelen Ensemble, un grupo especializado en el repertorio del siglo XX y la música contemporánea.
Como director invitado, ha dirigido numerosas orquestas internacionales en Holanda, Alemania, Suecia, España (la Orquesta Ciudad de Granada), República Checa y Suiza. En Francia, ha actuado al frente de formaciones como la Orchestre de Poitu-Charentes, la Orquesta de Cannes, la Orchestre de Picardie, la Orquesta de la Ópera de Avinón, el Emsemble Orchestral Contemporain, la Orquesta Filarmónic de Radio France y la Orquesta Nacional de Lyon, entre otras.
A lo largo de su trayectoria, ha colaborado con músicos como Mstislav Rostropóvich, Pieter Wispelwey, Augustin Dumay, Ivry Gitlis, Patrice Fontanarosa, Emmanuel Pahud, Patrick Gallois, Till Fellner y Jean-Bernard Pommier, y cantantes como Nathalie Stutzmann, Véronique Gens y María Bayo.
Arie van Beek ha sido galardonado co el prestigioso Premio Elly Ameling por su contribución durante más de 30 años a la difusión artística de la ciudad de Róterdam. Muchas de sus producciones musicales han sido grabadas para sellos tan destacados como EMI, Channel Records o Composers Voice.
- Datos: Q2653223